# さらばバルデス
『さらばバルデス』（米題：Chino,伊題：Valdez, il mezzosangue）は、1973年に公開されたイタリアの映画。

## ストーリー
少年ジェイミーは旅の途中、チノ・バルデスという人物の家に泊まらせてもらうことにする。
翌朝、一緒に馬を売りに町に行くことになるが、インディアンと白人の混血であるチノは町のカウボーイたちから嫌われ、喧嘩を売られるが地主のマラルが仲裁する。牧場に帰ると、チノはジェイミーに出発しろというが、ジェイミーは置いてくれるように頼み、放牧をしながら暮らしていくことになった。ある日、マラルが設置した鉄線で馬がのどを切ってしまう。そのことを抗議しに行くと、妹のキャサリンが牧場の馬をみせてほしいという。牧場に来た彼女に、チノは厳しく接するが、2人は次第に惹かれあっていく。しかし、マラルはそのことに気づき、チノに対し金輪際妹に近づくなと脅す。
ジェイミーとチノは、チノの友人であるインディアンの酋長リトル・ベアに会いに行く。2人は町に帰り、チノはキャサリンにプロポーズする。直後、マラルの部下が彼に襲いかかってきたが、保安官に制止される。教会でチノを待っていたキャサリンは、マラルに強制的に家に連れ戻される。チノが教会に来ると、マラルが待ち伏せして鞭で何度も打たれる。ジェイミーは気を失ったチノを連れ、リトル・ベアのもとに行く。チノは意識が戻り、2人は家に帰る。馬の鳴き声が聞こえ外に出ると、マラルの部下によって仔馬が殺されているのを発見する。さらに、マラルたちはチノを殺しにやってくる。マラルの部下を倒していたチノだったが、自分の牧場の馬を逃がし始めた。そして、彼は町を出ていくというと、マラルは部下を止める。その後、チノは馬をジェイミーに託すと、家に火を放ち町を去っていった。

## キャスト
| 役名                 | 俳優                         | 日本語吹替                                               | 日本語吹替 |
| 役名                 | 俳優                         | テレビ朝日版                                             |            |
| -------------------- | ---------------------------- | -------------------------------------------------------- | ---------- |
| チノ・バルデス       | チャールズ・ブロンソン       | 大塚周夫                                                 |            |
| ジェイミー・ワグナー | ヴィンセント・ヴァン・パタン | 鹿沼政仁                                                 |            |
| マラル               | マルセル・ボズフィ           | 羽佐間道夫                                               |            |
| キャサリン           | ジル・アイアランド           | 平井道子                                                 |            |
| クルス               | ファウスト・トッツィ         | 増岡弘                                                   |            |
| 保安官               | エットーレ・マニ             |                                                          |            |
| 不明 その他          |                              | 西村淳二 糸博 宮内幸平 森功至 有馬瑞子 平林聖子 千田光男 |            |
|                      |                              |                                                          |            |
| 演出                 | 演出                         | 山田悦司                                                 |            |
| 翻訳                 | 翻訳                         | 宇津木道子                                               |            |
| 効果                 | 効果                         | 赤塚不二夫                                               |            |
| 調整                 | 調整                         | 山田太平                                                 |            |
| 制作                 | 制作                         | ザック・プロモーション                                   |            |
| 解説                 | 解説                         | 淀川長治                                                 |            |
| 初回放送             | 初回放送                     | 1979年5月20日 『日曜洋画劇場』                           |            |

※日本語吹替はBD収録

## スタッフ
- 監督：ジョン・スタージェス
- 製作：ディノ・デ・ラウレンティス、ドゥイリオ・コレッティ、ジョン・スタージェス
- 脚本：ジョン・スタージェス、クレア・ハフェーカー
- 原作：リー・ホフマン
- 撮影：アルマンド・ナンヌッツィ
- 音楽：グイド・デ・アンジェリス、マウリツィオ・デ・アンジェリス
- 編集：ルイス・アルヴァレズ、ヴァニオ・ アミーチ